# Walter Gargano
Artikeln följer den spanska namnseden; faderns efternamn är Gargano och moderns efternamn Guevara.
Walter Alejandro Gargano Guevara, född 23 juli 1984 i Paysandú, är en uruguayansk fotbollsspelare som spelar för Peñarol i den uruguayanska högstaligan. Gargano spelar som defensiv mittfältare.

## Biografi
Gargano började spela fotboll för Danubios ungdomslag och tog sig vidare till seniorlaget där han var med när laget vann den uruguayanska högstaligan 2004 och 2006/2007. Den 30 juli 2007 skrev Gargano på ett 5-årskontrakt med den italienska klubben Napoli - övergångssumman var då 2 miljoner pund. Hand debuterade för Napoli den 26 augusti 2007 i en match mot Cesena i Coppa Italia.
Gargano debuterade för landslaget 30 maj 2006 i en vänskapsmatch mot Libyen. Han deltog i Copa América 2007 och i VM 2010 i Sydafrika där man tog en fjärdeplacering i vardera turnering. Han deltog även i Uruguays trupp som vann Copa América 2011, i Argentina.
Gargano är gift och har tre barn med sin förre lagkamrat Marek Hamsiks syster. 

### Klubbstatistik
| Klubb                                                  | Säsong            | Inhemsk liga      | Inhemsk liga | Inhemsk liga | Nat. täv. | Nat. täv. | Internat. täv. | Internat. täv. | Totalt | Totalt |
| Klubb                                                  | Säsong            | Serie             | SM           | Mål          | SM        | Mål       | SM             | Mål            | SM     | Mål    |
| ------------------------------------------------------ | ----------------- | ----------------- | ------------ | ------------ | --------- | --------- | -------------- | -------------- | ------ | ------ |
| Danubio                                                | 2004              | 1ª Div.           | 11           | 0            | 0         | 0         | 2              | 0              | 13     | 0      |
| Danubio                                                | 2005              | 1ª Div.           | 14           | 1            | 0         | 0         | 6+2            | 0              | 22     | 1      |
| Danubio                                                | 2005/2006         | 1ª Div.           | 31           | 0            | 0         | 0         | 0              | 0              | 31     | 0      |
| Danubio                                                | 2006/2007         | 1ª Div.           | 27           | 2            | 0         | 0         | 2+2            | 0              | 31     | 2      |
| Danubio                                                | Totalt i klubblag | Totalt i klubblag | 83           | 3            | 0         | 0         | 14             | 0              | 97     | 3      |
| Napoli                                                 | 2007–08           | Serie A           | 34           | 2            | 3         | 0         | 0              | 0              | 37     | 2      |
| Napoli                                                 | 2008–09           | Serie A           | 26           | 0            | 2         | 0         | 2+3            | 0              | 33     | 0      |
| Napoli                                                 | 2009–10           | Serie A           | 36           | 0            | 3         | 0         | 0              | 0              | 39     | 0      |
| Napoli                                                 | 2010–11           | Serie A           | 36           | 0            | 1         | 0         | 9              | 0              | 46     | 0      |
| Napoli                                                 | 2011–12           | Serie A           | 33           | 2            | 3         | 0         | 7              | 0              | 43     | 2      |
| Napoli                                                 | 2012–13           | Serie A           | 0            | 0            | 1         | 0         | 0              | 0              | 1      | 0      |
| Napoli                                                 | Totalt i klubblag | Totalt i klubblag | 165          | 4            | 13        | 0         | 21             | 0              | 199    | 4      |
| Internazionale (lån)                                   | 2012–13           | Serie A           | 25           | 0            | 2         | 0         | 7              | 0              | 34     | 0      |
| Internazionale (lån)                                   | Totalt i klubblag | Totalt i klubblag | 25           | 0            | 2         | 0         | 7              | 0              | 34     | 0      |
| Antal matcher och mål är korrekt per den 21 mars, 2013 |                   |                   |              |              |           |           |                |                |        |        |

## Meriter
Danubio
- Primera División: 2004, 2006–07

 Napoli
- Coppa Italia: 2011–12
- Supercoppa italiana: 2014

 Uruguay
- Copa América: Vinnare 2011